# Bătălia de la Plymouth
Bătălia de la Plymouth din 16/26 august 1652 a fost o luptă de convoi timpurie din Primului Război Anglo-Neerlandez în care vice-comodorul Michiel de Ruyter a apărat cu succes un mare convoi neerlandez de o flota englezească condusă de generalul-pe-mare George Ayscue. Cei doi comandanți fuseseră prieteni personali înainte de război. Neerlandezii l-au forțat pe Ayscue să oprească atacul iar convoiul comercial a navigat în siguranță în Oceanul Atlantic în timp ce englezii s-au retras la Plymouth pentru reparații. 

## Context
Plecarea lui Tromp în urmărirea lui Blake în nefericita Expediție de la Shetland i-a permis lui George Ayscue să își reia operațiunile împotriva transportului martim neerlandez din Canalul Mânecii. La mijlocul lunii august flota lui Ayscue crescuse la aproximativ 38 de nave de război și nave comerciale înarmate și 2 nave incendiare. Fiind trimis în Canalul Mânecii și Oceanul Atlantic pentru a escorta spre patrie un convoi englez, flota lui Ayscue era staționată la Plymouth.
Michiel Adriaenszoon de Ruyter a fost numit la începutul războiului la 29 iulie 1652 vice-comodor la Amiralitatea din Zeeland și la scurt timp a primit, în absența vice-amiralului Witte de With, comanda unei escadre ce era asamblată la Wielingen pentru a escorta un convoi mare. 
La 20 august De Ruyter a ieșit în larg înainte ca navele comerciale ce trebuiau escortate să sosească și porni în căutarea flotei engleze a lui Ayscue, despre care știa că la 29 iulie părăsise ancorajul de la Downs.  Escadra lui De Ruyter consta atunci din 23 nave de război și 6 nave incendiare, cu un total de aproximativ 600 de tunuri și 1.700 oameni. Conform raporturilor lui De Ruyter către Statele-Generale, majoritatea echipajelor erau slab pregătite, multe nave se aflau în stare proastă și aveau provizii pentru doar 2 luni. Cu toate acestea el prefera să dea lupta cât mai devreme fără corvoada de a proteja convoiul. 
Ajungând în Canal De Ruyter a aflat în scurt timp că Ayscue nu era interesat să se lupte cu escadra neerlandeză, ci o evita în speranța de a intercepta convoiul. Pentru a-l momi pe Ayscue, De Ruyter a început să navige pe coasta Sussex-ului, stârnind neliniște printre localnici, dar Ayscue nu a reacționat, deși flota sa a crescut între timp la 42 de nave de război. Între timp De Ruyter a pierdut 2 nave, detașate să escorte până la gurile Somme-ului o singură navă comercială ce se întorcea în patrie, acestea ciocnindu-se: Sint Nicolaes s-a scufundat iar Gelderlandt a fost avariată foarte grav.
La 21 august De Ruyter s-a întâlnit în cele din urmă cu convoiul de 60 nave comerciale lângă Gravelines în sudul Mării Nordului. Fu încântat să descopere că convoiul a venit însoțit de încă 10 nave de război, aducându-i escadra la 31 nave. La 23 august De Ruyter reintră în Canal lângă Calais alături de convoi. Avea ordinul de a escorta prin Canal convoiul de 50-60 de nave comerciale plecate din Texel până în Atlantic de unde majoritatea navelor se vor îndrepta spre Marea Mediterană escortate de cele 10 nave de război cu care au venit însoțite, în timp ce escadra originală a lui De Ruyter trebuia să aștepte în Bretania adunarea unui alt convoi de 60 de nave comerciale ce se întorceau pline cu mărfuri din Indiile de Vest. Flota lui Ayscue a crescut între timp la 47 de vele: 38 nave de război, printre care nave comericale înarmate, 5 nave incendiare și 4 ambarcațiuni mai mici.

## Preludiul
Opt zile mai târziu escadra lui De Ruyter a fost întărită cu 8 nave de război și câte nave înarmate ale Companiei Unificate a Indiilor de Est (în neerlandeză Verenigde Oostindische Compagnie prescurtată VOC), iar cu această flotă combinată s-a îndreptat spre vest pentru a escorta convoiul. De Ruyter avea 30 de nave de război mari, 6 nave incendiare și 3 galiote (pe lângă ajutorul a minim 20 de nave comerciale VOC din convoi). Dintre navele comerciale care alcătuiau convoiul, aproximativ jumătate erau armate cu tunuri (unele având aproape la fel de multe ca o navă de război) pe când celelalte 20-30 nu erau înarmate deloc, acestea din urmă părăsind locul bătăliei la începutul luptei. Flota neerlandeză era împărțită în trei escadre: avangarda sub Contra-amiralul olandez Jan Aertsen Verhaeft (sau Verhoeff), centrul sub De Ruyter, iar ariergarda sub frizonul Joris Pieterszoon van den Broecke care activa ca Vice-amiral, fiecare escadră având atașată câte o divizie de nave comerciale înarmate. Organizarea în trei divizii fusese ordonată de către Tromp prin instrucțiunile din 30 iunie 1652.
Escadra vestică de pază englezească (Western Guard)  se afla sub comanda admiralului George Ayscue, care fusese numit abia recent în această funcție. El dispunea de aproximativ 38 nave de război mari, 4 nave incendiare și 4 corăbii mai mici. Cele mai mari nave ale sale, Rainbow (52 tunuri) și Vanguard (46 tunuri), erau mult mai mari decât cele mai mari nave neerlandeze ale lui De Ruyter echipate cu 40 de tunuri.

## Desfășurarea bătăliei
În dimineața de 25 august Ayscue a ieșit în larg cu întreaga sa flotă. A doua zi, 26 august, după ce a primit la 21 mile de Plymouth informația că o flotă neerlandeză cobora prin Canal, Ayscue a convocat un consiliu de război care a decis să urmărească inamicul. La începutul după-amiazei flota engleză a interceptat în dreptul coastei Bretaniei convoiul neerlandez și a încercat un atac direct dinspre Nord având avantajul vântului. El spera că convoiul se va împrăștia, permițându-i să captureze premii foarte profitabile, dar, pe neașteptate, De Ruyter a detașast escadra sa de război și a schimbat cursul pentru a întâmpina atacul lui Ayscue, protejând convoiul. 
Navele lui Ayscue erau în medie mai greu înarmate dar extrem de dezorganizate deoarece navele cele mai rapide, printre care nava amiral a lui Ayscue, George, și a vice-amiralului său William Haddock, Vanguard, au rupt formația în speranța de a prinde pe fugă în luptă navele comerciale neerlandeze împrăștiate; acum nu puteau forma o linie de bătaie organizată și să își fructifice avantajul puterii de foc în fața neerlandezilor. Flota neerlandeză naviga spre nord-vest într-o formație defensivă sub vânt organizată în trei escadre. Între orele 13.00 și 14.00 De Ruyter estima că se afla la 10 mile de coasta franceză pe meridianul Insulei Bas, cu alte cuvinte la sud de Plymouth; cursul său era de vest-sud-vest cu o briză ușoară dinspre nord-est. În acest moment el a reperat flota engleză la nord, către care a schimbat cursul imediat. Asta a însemnat că flota neerlandeză a virat la tribord și s-a îndreptat spre nord-nord-vest. Ayscue a virat și el spre inamic, înaintând cu o viteză de aproximativ 4 noduri, în timp ce neerlandezii aveau probabil 2 noduri.
Condusă de Ayscue aflat pe nava Rainbow, linia informală engleză a coborât asupra neerlandezilor pe la orele 13.00 sau 13.30, atacul lor concentrându-se asupra escadrelor din centru și ariergardă, forțându-l pe Verhaeft să întoarcă înainte ca avangarda sa să poată angaja lupta. Pe la ora 16.00  flota neerlandeză și avangarda englezilor s-au întâlnit și aproape imediat au trecut una prin cealaltă (ambele părți susținând apoi că au rupt linia inamicului): Ayscue a reușit să treacă prin linia neerlandeză urmat de următoarele 6 nave, dar celelalte nave nu au reușit să își mențină poziția și atacul a slăbit în tărie. 
Faptul că vice-amiralul lui Ayscue se afla alături de el e o dovadă că flota engleză nu era într-o ordine anume și că navele mai rapide erau în frunte în timp ce navele mai lente urmau împrăștiate în ariergardă. Mărturiile lui De Ruyter menționează că acesta însuși împreună cu 6-7 nave se afla în vânt iar contra-amiralul său cu restul flotei neerlandeze se afla sub vânt, ceea ce sugerează că navele mai manevriere se aflau într-o poziție avantajoasă în vânt în timp ce navele mai slabe se aflau sub vânt. Astfel că nici o flotă nu avea o ordine prestabilită clară. Pozițiile lor relative erau dictate mai degrabă de mobilitatea lor relativă decât de necesitățile militare.
Ayscue și navele din jurul său se aflau în pericol să fie prinse în mijlocul flotei inamice. Obținând astfel avantajul vântului neerlandezii au profitat imediat întorcând și atacând dinspre nord. Ei au descris aceasta ca a doua spargere a liniei dar lupta a degenerat în scurt timp la o încăierare de la mică distanță. Navele englezești mai rapide, înaintând libere, au intrat în contact cu navele lui De Ruyter din vânt, au treacut printre ele și au virat în vânt, îndreptându-se spre est-sud-est. Totuși, puterea de foc superioară a navelor englezești i-a permis lui Ayscue să își facă loc printre navele neerlandeze și apoi să vireze pentru a ataca a doua oară. După ce au trecut unele printre celelalte, navele aflate cu Ayscue și cele cu De Ruyter au păstrat direcția până au virat și ulterior au trecut din nou unele printre celelalte dinspre bordurile opuse. Cum cele mai bune navele englezești erau încercuite de grosul navelor neerlandeze și duceau greul luptei, restul mai încet al flotei englezești, în mare parte constând în nave comerciale închiriate și prost pregătite, se apropiau de locul bătăliei dar fără nici un zel de a se implica. Astfel că superioritatea lor numerică nu le-a adus englezilor un mare avantaj.  Se pare că nici navele neerlandeze aflate sub vânt nu au intrat în luptă deloc, doar câteva dintre celelalte nave englezești s-au apropiat de luptă după a doua traversare a avangardelor.
Cea mai mare navă neerlandeză, Vogelstruys, o navă de război a VOC, bine echipată după standardele neerlandeze cu tunuri de 18 livre pe puntea inferioară, a fost separată de restul flotei neerlandeze și a fost atacată imediat de 3 nave englezești și abordată. Echipajul ei a fost pe punctul de a se preda dar căpitanul ei, frizonul Douwe Aukes, a amenințat că va arunca nava în aer înainte de a fi predată englezilor. În fața acestei situații, echipajul neerlandez s-a regrupat, a resping echipele de abordaj ale englezilor și a luptat în asemenea măsură încât navele englezilor au dezangajat lupta, foarte avariate și două dintre ele chiar pe punctul de a se scufunda. Neerlandezii au folosit tactica lor preferată de a dezafecta navele inamice trăgând asupra catargelor și a tachelajului cu ghiulele cu lanț. 
Nava englezească Anthony Bonaventure a fost aproape copleșită în luptă și a fost salvată doar de nava incendiară Charity a căpitanului Smithson (sau Simon Orton) care a fost incendiată și apoi lăsată în derivă printre navele neerlandeze. Aceestea au fost întrerupte îndeajuns pentru a-i permite lui Bonaventure să fie tractată în siguranță.
La lăsarea întunericului Ayscue, văzând că nu are sprijinul căpitanilor săi, a abandonat lupta și s-a retras în Plymouth pentru a-și repara navele mult avariate înainte ca vreuna să fie capturată sau scufundată de neerlandezi. Datorită vântului slab și a vitezei mici, avangardele flotelor abia au avut timp să se traverseze reciproc de două ori.  De Ruyter a tras concluzia în jurnal: Dacă navele noastre incendiare ar fi fost cu noi (ele au rămas sub vânt) am fi reușit cu ajutorul lui Dumnezeu să învingem inamicul; dar slăvit fie Domnul care ne-a binecuvântat făcând inamicul să fugă singur, deși avea 45 de vele și o forță puternică.

## Urmările
Ambele flote au suferit unele avarii serioase, dar nu s-a înregistrat nici o navă pierdută cu excepția navei incendiare englezești. Doar una sau două nave de fiecare parte au fost avariate serios în cocă și altele la catarge și tachelaj. Ambele părți au suferit pierderi grele printre echipajele lor: neerlandezii au avut 60 de morți și 50 de răniți (sau conform altor cifre între 90 și 110 de morți și răniți). O sursă engleză susține că pierderile s-au ridicat la 700 de oameni morți și răniți (majoritatea din atacul eșuat asupra navei Vogelstruys); o altă sursă menționează 91 de morți, inclusiv căpitanul navei amiral a lui Ayscue Thomas Lisle care a murit din cauza rănilor. Dar cea mai importantă victimă a fost Contra-amiralul englez Michael Pack, care a murit după ce unul dintre picioarele sale a fost retezat de o ghiulea și rana i s-a infectat. 
De Ruyter a urmărit navele engleze după ce acestea s-au retras. În dimineața următoare ambele flote se aflau încă foarte aproape una de cealaltă iar De Ruyter a încercat să captureze câteva nave împrăștiate urmărindu-le agresiv; câteva nave englezești erau la remorcă și ar fi putut fi abandonate dacă neerlandezii ar fi pus și mai multă presiune. Dar temându-se pentru reputația sa, Ayscue a convins la 27 august consiliul englez de război să lupte din nou dacă este necesar, însă la 28 august a reușit să își aducă întreaga forță în siguranță în portul Plymouth. De Ruyter a trimis 2 nave de război să escorteze flota comercială prin Canal până în Atlantic. Pentru un timp a intenționat să atace flota engleză în ancorajul ei din strâmtoarea Plymouth, dar schimbarea vântului l-a împiedicat să își pună planul în aplicare.
Apoi, aflând că generalul-pe-mare Robert Blake se îndrepta spre Vest cu o forță superioară de 72 de nave, De Ruyter a ales să se retragă spre vest și să continuie să adune și în luna septembire navele comerciale ce soseau din Indiile de Vest. La 25 septembrie Blake a ajuns la Portland și a trimis o escadră de 18 nave sub comanda lui William Penn pentru a îl intercepta pe De Ruyter, dar acesta a scăpat spre est de-a lungul țărmului francez în timp ce Blake a fost contrâns de o furtună să caute adăpost la Torbay. De Ruyter a escortat 12 nave comerciale în siguranță până la Calais la 3 octombrie când proviziile sale erau aproape epuizate.  La scurt timp apoi 9 sau 10 dintre navele neerlandeze, inclusiv nava amiral a lui De Ruyter Kleine Neptunis, s-au întors în porturi pentru reparații, necesitând probabil mai multă atenție pentru avariile primite în bătălie. 
Ambele părți au pretins victoria, dar De Ruyter și-a îndeplinit obiectivele, împiedicându-i pe englezi să captureze un convoi valoros și reușind să îl escorteze mai departe spre vest prin Canal. Englezii se așteptau să îi învingă ușor pe neerlandezi într-o bătălie propriu-zisă datorită superiorității în armament și număr. Pe când eșecul a venit ca o surpriză neplăcută englezilor, populația neerlandeză s-a bucurat de această remiză tactică, slăvindu-l pe De Ruyter ca un erou naval, deși nu era bine cunoscut publicului larg înainte de această bătălie. Englezii au acuzat de lașitate mai mulți căpitani de nave comerciale contractate. Ayscue a fost învinuit pentru slaba conducere și organizare:  încercarea sa de a prezenta bătălia ca o victorie englezească nu a reușit să convingă pe nimeni.  El a pierdut comanda după această bătălie, deși probabil din motive politice: el avea cunoscute simpatii regaliste. Mai puțin important a fost accentul său pe capturarea de nave comerciale și evitarea bătăliilor; în primul an al războiului această atitudine era foarte răspândită, englezii văzând conflictul doar ca o campanie privatieră mai mare, care să le permită să câștige bogății pe seama neerlandezilor; doar în Bătălia de la Gabbard au încercat cu adevărat să obțină dominația mărilor.
Această victorie a fost foarte importantă pentru cariera navală a lui Michiel de Ruyter: a fost prima dată când a condus o forță independentă ca comandant de flotă. Înainte de Plymouth, el a fost doar subcomandant al unei flotile de ajutorare a Portugaliei în 1641. Ca urmare a victoriei sale a primit supranumele de Leul de Mare. Înainte să se poată întoarce acasă, De Ruyter a fost implicat în Bătălia de la Kentish Knock, dar sosind la Middelburg el a fost primit de către Statele din Zeeland și recompensat pentru ambele bătălii cu un lanț onorific de aur în valoare de 100 de livre flamande deoarece a arătat un curaj masculin în prima și o prudență curajoasă în a doua - convingându-l pe Witte de With să se retragă la timp.

## Flota Neerlandeză
30 nave de război, 6 nave incendiare și 3 galiote cu 889 tunuri și 3.285 oameni 

| Avangarda (Joris van den Broeck) (navele nu navigau într-o ordine prestabilită) 7 nave de război, 2 nave incendiare, 1 galiotă cu 184 tunuri și 603 oameni | Avangarda (Joris van den Broeck) (navele nu navigau într-o ordine prestabilită) 7 nave de război, 2 nave incendiare, 1 galiotă cu 184 tunuri și 603 oameni | Avangarda (Joris van den Broeck) (navele nu navigau într-o ordine prestabilită) 7 nave de război, 2 nave incendiare, 1 galiotă cu 184 tunuri și 603 oameni | Avangarda (Joris van den Broeck) (navele nu navigau într-o ordine prestabilită) 7 nave de război, 2 nave incendiare, 1 galiotă cu 184 tunuri și 603 oameni | Avangarda (Joris van den Broeck) (navele nu navigau într-o ordine prestabilită) 7 nave de război, 2 nave incendiare, 1 galiotă cu 184 tunuri și 603 oameni |
| --- | --- | --- | --- | --- |
| Amiralitate | Navă | Tunuri | Echipaj | Căpitan |
| Friesland | Westergo | 28 | 98 | Vice-comandorul Joris Pietersz van den Broeck locotenent Tijmen Claeszoon                                                                                  |
| Friesland | Prinses Albertina | 24 | 70 | Rombout van der Parre |
| Friesland | Schaapharder | 28 | 80 | Albert Pietersz Quaboer |
| Friesland | Sara | 24 | 85 | Hans Karelsz Becke |
| Friesland | Graaf Hendrik | 30 | 100 | Jan Reyndersz Wagenaer |
| Friesland | Hector van Troije | 24 | 70 | Reinier Sekema |
| Noorderkwartier | Kaastel van Medemblik | 26 | 100 | Gabriel Antheunissen |
| Amsterdam | Amsterdam | ? | ? | Jan Hendricksz Overbeek (navă incendiară) |
| Amsterdam | Hoop | ? | ? | Thomas Jansz van Dyk (navă incendiară) |
| ? | ? | ? | ? | Frans de Rois (galiotă) |

| Centrul (Michiel de Ruyter) (navele nu navigau într-o ordine prestabilită) 11 nave de război, 2 nave incendiare și 1 galiotă cu 301 tunuri si 1.164 oameni | Centrul (Michiel de Ruyter) (navele nu navigau într-o ordine prestabilită) 11 nave de război, 2 nave incendiare și 1 galiotă cu 301 tunuri si 1.164 oameni | Centrul (Michiel de Ruyter) (navele nu navigau într-o ordine prestabilită) 11 nave de război, 2 nave incendiare și 1 galiotă cu 301 tunuri si 1.164 oameni | Centrul (Michiel de Ruyter) (navele nu navigau într-o ordine prestabilită) 11 nave de război, 2 nave incendiare și 1 galiotă cu 301 tunuri si 1.164 oameni | Centrul (Michiel de Ruyter) (navele nu navigau într-o ordine prestabilită) 11 nave de război, 2 nave incendiare și 1 galiotă cu 301 tunuri si 1.164 oameni |
| --- | --- | --- | --- | --- |
| Amiralitate | Navă | Tunuri | Echipaj | Căpitan |
| Zeeland | Neptunus | 28 | 134 | Comandorul Michiel Adriaensz de Ruyter (1607-1676) căpitan Jan Pouwelszoon                                                                                 |
| Zeeland | Liefde | 26 | 86 | Joost Banckert de Jonge |
| Zeeland | Wapen van Zwieten | 28 | 95 | Jacob Sichels |
| Zeeland | Liefde | 30 | 110 | Frans Krynsz Mangelaar |
| Zeeland | Vlissingen | 26 | 110 | Cornelis Evertsen de Jonge |
| Zeeland | Galjas van Middelburg | 27 | 104 | Claesz Jansz Sanger |
| Zeeland | Ter Goes | 26 | 109 | Cornelis Kuijper |
| Zeeland | Haas in ‘t veld | 30 | 108 | Leendert de Haan |
| Zeeland | Eendracht | 24 | 98 | Andries Fortuijn |
| Zeeland | Sint Jan | 26 | 100 | Laurens Pensier |
| Zeeland | Faam | 30 | 110 | Cornelis Loncke |
| Amsterdam | Gouden Sael | ? | ? | Cornelis Beecke (navă incendiară) |
| Amsterdam | Sint Maria | ? | ? | Jan Claesz Corff (navă incendiară) |
| ? | ? | ? | ? | Jeroen Corneliszoon (galiotă) |

| Ariergarda (Jan Verhaeff) (navele nu navigau într-o ordine prestabilită) 12 nave de război, 2 nave incendiare și 1 galiotă cu 404 tunuri și 1.518 oameni | Ariergarda (Jan Verhaeff) (navele nu navigau într-o ordine prestabilită) 12 nave de război, 2 nave incendiare și 1 galiotă cu 404 tunuri și 1.518 oameni | Ariergarda (Jan Verhaeff) (navele nu navigau într-o ordine prestabilită) 12 nave de război, 2 nave incendiare și 1 galiotă cu 404 tunuri și 1.518 oameni | Ariergarda (Jan Verhaeff) (navele nu navigau într-o ordine prestabilită) 12 nave de război, 2 nave incendiare și 1 galiotă cu 404 tunuri și 1.518 oameni | Ariergarda (Jan Verhaeff) (navele nu navigau într-o ordine prestabilită) 12 nave de război, 2 nave incendiare și 1 galiotă cu 404 tunuri și 1.518 oameni |
| --- | --- | --- | --- | --- |
| Amiralitate | Navă | Tunuri | Echipaj | Căpitan |
| Rotterdam | Rotterdam | 30 | 120 | Contra-amiralul Jan Aertzoon Verhaeff (c1600-1662) Pieter Verhaven                                                                                       |
| Rotterdam -dir | Sint Pieter | 28 | 122 | locotenent-comandor Jan Jansz van der Valck |
| Amsterdam | Gelderland | 26 | 90 | Cornelis van Velsen |
| Amsterdam | Gouda | 28 | 86 | Jan Egbertsz Ooms |
| Amsterdam | Graaf Willem | 40 | 120 | Jan Gideonsz Verburgh |
| Amsterdam | Engel Gabriel | 36 | 130 | Isaak Sweers |
| VOC-Amsterdam | Vogelstruis | 40 | 200 | Douwe Auckes |
| Amsterdam | Drie Koningen | 36 | 130 | Lucas Albertssen |
| VOC-Amsterdam | Vrede | 40 | 200 | Pieter Salomonszoon |
| Amsterdam | Amsterdam | 30 | 100 | Simon van der Aeck |
| Amsterdam | Maria | 30 | 100 | Claes Sael |
| Amsterdam | Aartsengel Michiel | 40 | 120 | Emmanuel Zalingen |
| Zeeland | Gekroonde Liefde | ? | ? | Jakob Hermansz Visscher (navă incendiară) |
| Rotterdam | Oranjeboom | ? | ? | Leendert Arendsz de Jager (navă incendiară) |
| ? | ? | ? | ? | Jan van Ackeren (galiotă) |

## Flota engleză
38-40 nave de război, 5 nave incendiare, 4 nave mici (nu se cunoaște numele tuturor navelor prezente, echipajele sunt cotele oficiale valide la acea vreme) 
| Flota engleză (George Ayscue) | Flota engleză (George Ayscue) | Flota engleză (George Ayscue) | Flota engleză (George Ayscue) | Flota engleză (George Ayscue)                                     |
| ----------------------------- | ----------------------------- | ----------------------------- | ----------------------------- | ----------------------------------------------------------------- |
| Rang                          | Navă                          | Tunuri                        | Echipaj                       | Căpitan                                                           |
| 2                             | Rainbow                       | 52                            | 280                           | Generalul-pe-mare George Ayscue (1616-1672) căpitan Thomas Lisle† |
| 2                             | Vanguard                      | 46                            | 260                           | Vice-amiralul William Haddock (c1610-1654)                        |
| 3                             | Amity                         | 36                            | 150                           | Contra-amiralul Michael Packe †                                   |
| 3                             | Pelican                       | 42                            | ?                             | Joseph Jordan                                                     |
| 4                             | Success                       | 36                            | 150                           | William Kendall                                                   |
| 4                             | Nightingale                   | 30                            | ?                             | Jacob Reynolds                                                    |
| 5                             | Pearl                         | 24                            | ?                             | Roger Cuttance                                                    |
| 4                             | Maidenhead                    | 36                            | ?                             | John Daniel (navă comercială armată)                              |
| 4                             | Anthony Bonaventure           | 36                            | ?                             | Walter Hoxon (navă comercială armată)                             |
| 4                             | Unity                         | 32                            | ?                             | ? (navă comercială armată)                                        |
| 4                             | Success                       | 30                            | 90                            | Edward Witheridge (navă comercială armată)                        |
| 4                             | Ruth                          | 30                            | 80                            | Edward Thompson (navă comercială armată)                          |
| 5                             | Brazil frigate                | 24                            | 70                            | Thomas Heath (navă comercială armată)                             |
| 5                             | Malaga Merchant               | 30                            | 90                            | Henry Collins (navă comercială armată)                            |
| 5                             | Increase of London            | 36                            | 100                           | Thomas Varvell (navă comercială armată)                           |
| 5                             | John & Elizabeth              | 26                            | ?                             | ? (navă comercială armată)                                        |
| 5                             | George Bonaventure            | 20                            | ?                             | John Crampe (navă comercială armată)                              |
|                               | Constant Anne                 | 6                             | ?                             | James Locke (ketch)                                               |
|                               | Bachelor                      | 20                            | ?                             | Thomas Quixley (ketch)                                            |
|                               | Charity                       | ?                             | ?                             | Simon Orton (navă incendiară) – arsă                              |